# パレードが続くなら
『パレードが続くなら』（パレードがつづくなら）は、YUKIの11枚目のオリジナルアルバム。2023年2月1日にソニー・ミュージックレーベルズの内部レーベルであるエピックレコードジャパンより発売。

## 概要
オリジナルアルバムとしては前作の『Terminal』から約1年10ヶ月ぶりの11thアルバムである。
今作のリリース形態は初回生産限定盤（CD二枚組(アルバム曲+ライブ音源)）と通常盤（CD一枚）の2種類で、CD2形態が2023年2月1日に発売される。CD音源の収録楽曲は全仕様共通で、YUKI 1st EP『Free & Fancy』より『鳴り響く限り』、『パレードが続くなら』、『ハンサムなピルエット』のほか、YUKI 2nd EP『Bump & Grind』より『タイムカプセル』、『My Vision』、『Oh!ベンガルガール!』と、銀杏BOYZのボーカル峯田和伸が作詞作曲を手がけた『Dreamin'』を含む新曲を加えた全12曲となっている。また、初回限定盤には2022年に行われたYUKI concert tour "SOUNDS OF TWENTY" 2022のホール公演(2022/9/19 札幌 カナモトホール)で歌唱された楽曲からホール公演でのみ歌唱された曲から数曲抜粋して収録されている。
2023年2月現在本アルバムを引っ提げた全国ツアーは発表されていない。

## 収録曲
| 全作詞: YUKI(#9「Dreamin'」のみ峯田和伸)。 |                                |                                     |                                |                                |      |
| #                                          | タイトル                       | 作詞                                | 作曲                           | 編曲                           | 時間 |
| 1.                                         | 「パレードが続くなら」         | YUKI (#9「Dreamin'」のみ 峯田和伸 ) | 南田健吾（agehasprings Party） | 南田健吾                       | 3:58 |
| 2.                                         | 「タイムカプセル」             | YUKI (#9「Dreamin'」のみ 峯田和伸 ) | HALIFANIE                      | 名越由貴夫                     | 3:49 |
| 3.                                         | 「My Vision」                  | YUKI (#9「Dreamin'」のみ 峯田和伸 ) | 村上遼                         | 名越由貴夫                     | 3:57 |
| 4.                                         | 「ハンサムなピルエット」       | YUKI (#9「Dreamin'」のみ 峯田和伸 ) | 柴田尚                         | 久保田慎吾（Jazzin' park）,D&H | 3:54 |
| 5.                                         | 「Wild Life」                  | YUKI (#9「Dreamin'」のみ 峯田和伸 ) | 南田健吾                       | 南田健吾                       | 3:51 |
| 6.                                         | 「Oh ! ベンガル・ガール」      | YUKI (#9「Dreamin'」のみ 峯田和伸 ) | 佐藤嘉風、斎藤歩               | 佐藤嘉風、斎藤歩               | 4:38 |
| 7.                                         | 「私の瞳は黒い色」             | YUKI (#9「Dreamin'」のみ 峯田和伸 ) | 成海カズト                     | 鈴木正人                       | 4:28 |
| 8.                                         | 「どんどん君を好きになる」     | YUKI (#9「Dreamin'」のみ 峯田和伸 ) | きなみうみ                     | きなみうみ                     | 4:57 |
| 9.                                         | 「Dreamin'」                   | YUKI (#9「Dreamin'」のみ 峯田和伸 ) | 峯田和伸（作詞）               |                                | 4:29 |
| 10.                                        | 「It's 盟友」                  | YUKI (#9「Dreamin'」のみ 峯田和伸 ) | Eric Palmqwist,Mats Hedstrom   |                                | 3:56 |
| 11.                                        | 「Naked」                      | YUKI (#9「Dreamin'」のみ 峯田和伸 ) | U-Key zone                     | U-Key zone                     | 3:59 |
| 12.                                        | 「鳴り響く限り」(35thシングル) | YUKI (#9「Dreamin'」のみ 峯田和伸 ) | 小形誠                         | 前田佑                         | 3:55 |

| #  | タイトル                         | 作詞 | 作曲・編曲 |
| -- | -------------------------------- | ---- | ---------- |
| 1. | 「呪い」("PRISMIC")              |      |            |
| 2. | 「パレードが続くなら」           |      |            |
| 3. | 「愛に生きて」("PRISMIC")        |      |            |
| 4. | 「ティンカーベル」("joy")        |      |            |
| 5. | 「舞い上がれ」("joy")            |      |            |
| 6. | 「ヘイ!ユー!」("Wave")           |      |            |
| 7. | 「ワンダーライン」(16thシングル) |      |            |

## クレジット

### 参加ミュージシャン
| パレードが続くなら - Programming & All Instruments: 南田健吾 (agehasprings Party) タイムカプセル - Guitar: 名越由貴夫 - Fender Bass: fou-toussi - Drums: 白根賢一 My Vision - Guitar: 名越由貴夫 - Fender Bass: fou-toussi - Drums: 白根賢一 ハンサムなピルエット - Guitar, Programming & All Other Instruments：久保田真悟 (Jazzin’park), D&H Wild Life - Programming & All Instruments: 南田健吾 (agehasprings Party) Oh ! ベンガル・ガール - Bass：三浦淳悟 - Drums：小笠原拓海 - Programming & All Other Instruments：佐藤嘉風, 斎藤渉 | 私の瞳は黒い色 - Guitar：設楽博臣 - Bass, piano：鈴木正人 - Drums：伊吹文裕 - Strings：金原千恵子ストリングス どんどん君を好きになる - Guitar：徳差丈太 - Keyboard & Bass：きなみうみ - Drum：澤谷拓実 - Trumpet：吉澤達彦, 山川永太郎 - Trombone：高井天音 - Tenor Saxophone：橋本和也 Dreamin' - Guitar, Programming, Chorus：山本幹宗 - Bass：佐藤征史 - Drums：BOBO - Organ：西野恵未 - Trumpet：中野勇介 - Trombone：東條あづさ - Tenor Saxophone：副田整歩 It's 盟友 - Track produced by Mats Hedstrom Naked - Programming & All Instruments：U-Key zone 鳴り響く限り - Brass Arrangement：中野勇介 - Trumpet：中野勇介 - Trombone：鹿討奏 - Alto / Tenor Saxophone：大郷良知 - Guitar：Taiga (Blue Vintage) - Programming & All Other Instruments：前田佑 |